# Pierre Puiseux
Pierre Henri Puiseux (født 20. juli 1855 i Paris, død 28. september 1928) var en fransk astronom. Han var søn af Victor Puiseux.
Puiseux var 1879—1917 ansat ved observatoriet i Paris, fra 1905 som leder af Service de la Carte photographique du Ciel. Han har væsentlig beskæftiget sig med studium af månens overflade, Recherches sur l'origine probable des formations lunaires (1896), La terre et la lune (1908). Sammen med Maurice Loewy har han udgivet Atlas photographique de la lune (1896—1910) i 71 plancher, ledsaget af forklarende tekst i 12 hefter. I tidsskriftet Ciel et Terre er disse plancher reproducerede i mindre målestok. Ved siden heraf har han blandt andet publiceret Leçons de cinematique etc. (1890). Puiseux var medarbejder i Bulletin astronomique og udsendte Libration physique de la Lune (Paris, Annales de l'observatoire, 32, 1925).